# 高斎正
高齋 正（こうさい ただし、1938年12月21日 -）は、日本の作家、自動車評論家。高斎 正とも表記される（高斉 正の表記も見受けられるが、一般的ではない）。
群馬県前橋市生まれ。のちにSF作家仲間となる豊田有恒とは群馬大学附属小学校・中学校の同級生。1957年群馬県立前橋高等学校卒業。1961年慶應義塾大学経済学部卒業。
自動車レース小説を多く書く。SF作家でもあり、日本SF作家クラブ第3代事務局長を務めた（星新一が初代会長をつとめた際の、事務局長であった）。2013年、他のベテラン作家らとともに、日本SF作家クラブの名誉会員に。
「お気に入りがルマンに優勝する時」(1991年刊)では、マツダの4ローターの新型車「マツダ777C」がル・マン24時間レースで日本車初の優勝をする描写がある。 まさしく同年のマツダ（マツダ・787B）のル・マン優勝を予言した小説で、代表作「ホンダがレースに復帰する時」「ランサーがモンテを目指す時」とともに未来予測小説として当時のカーレースファンから賞賛されている。

## 人物
星新一に仲人を依頼した結婚式は、「13日の金曜」「仏滅」を選んで式を行った。その星の人物評では「周到かつ細心で運営の才能がある」「ものごとのけじめをきちんとつける」「多趣味」「偏食だが神経質ではない」「執筆もマイペース」とある。
作家森雅裕は、2010年の著書『高砂コンビニ奮闘記 -悪衣悪食を恥じず』で、「出版界の知人・友人とはすべて絶縁したが、高齋さんだけは私と交際してくれた」と書いていた。

## 著書
- ムーン・バギー 早川文庫 1974
- クラシックカーを捜せ 文化出版局 1975 のち徳間文庫
- ホンダがレースに復帰する時 トクマ・ノベルズ 1976 のち文庫
- ロータリーがインディーに吼える時 トクマ・ノベルズ 1977.9 のち文庫
- 愛車のキー カイガイ出版部 1978.5（カイガイ・ノベルス）のち徳間文庫
- 超飛行船PZ-1翔ぶ 祥伝社 1978（ノン・ノベル）「虚空の戦慄」徳間
- ニッサンがルマンを制覇する時 トクマ・ノベルズ 1978.10 のち文庫
- 驀走 外車十二景 徳間書店 1978.12 のち文庫
- 異星のルマン 青樹社 1979.4 のち徳間文庫
- ランサーがモンテを目指す時 トクマ・ノベルズ 1979.7 のち文庫
- 透け透けカメラ 講談社 1980.1 のち文庫、光文社文庫
- 幻走 サーキットに燃える トクマ・ノベルズ 1980.7
- トヨタが北米を席捲する時 トクマ・ノベルズ 1981.4 のち文庫
- アンデスの疾走 《燃える耐久レース トクマ・ノベルズ 1981.6 のち文庫
- 早春のライダー トクマ・ノベルズ 1981.9 のち文庫
- ドキュメントルマン1955 グランプリ出版 1982.5
- 宇宙の牢獄 トクマ・ノベルズ 1983.2
- UFOカメラ 講談社 1983.11 のち文庫、光文社文庫
- レオーネが荒野を駆ける時 トクマ・ノベルズ 1984.10 のち文庫
- 恋は飛行船に乗って 旅客飛行船シリーズ 2 トクマ・ノベルズ 1986.3
- 燃えるサーキット 徳間文庫 1986.6
- カリブの天使 旅客飛行船シリーズ 3 トクマ・ノベルズ 1986.5
- お気に入りがルマンに優勝する時 トクマ・ノベルズ 1987.11 のち文庫
- ネクラ人の歌 小説モータージャーナリズム 研光新社 1988.7（Kenko novel）
- 小説ジャパン・カー・オブ・ザ・イヤー 研光新社 1988.11
- 博士のレーシングカー トクマ・ノベルズ 1989.8
- パリー北京ラリーの華 トクマ・ノベルズ 1989.10 のち文庫
- 激走のサーキット F3000篇 トクマ・ノベルズ 1989.7
- ミレミリアが復活する時 トクマ・ノベルズ 1990.10
- ルマン閃光の青い花 トクマ・ノベルズ 1990.5
- 快走!N1ストーリー トクマ・ノベルズ 1991.7 のち文庫
- F1のチャンピオン 岩崎書店 1991.3（愛と勇気のノンフィクション）
- 国産コンプリートカー、F1挑戦! 講談社ノベルス 1992.9
- インターTECストーリー トクマ・ノベルズ 1992.10 のち文庫
- レーシングカー・技術の実験室 ミドシップ革命はかくして起こった 講談社 1992.8（ブルーバックス）
- 国産グランプリカー、F1参戦! 講談社ノベルス 1993.7
- 国産F1マシーン、大変身! 講談社ノベルス 1994.7
- GTレース優勝大作戦 日本文芸社 1994.9（日文ノベルス）
- 馬なし馬車による走行会 パリ～ルーアン1894 集英社 1994.12
- サーキットを疾走れ!! 勁文社ノベルス 1995.10
- タルガ・フローリオが復活する時 伝説のカーレース 読売新聞社、1995.6
- モータースポーツクイズ50問 データハウス 1996.3
- 疾風ドライバー 有楽出版社 1996.9
- 激走! 祥伝社 1997.9（ノン・ポシェット）
- モータースポーツミセラニー 世界自動車レースの軌跡 朝日ソノラマ 1998.10
- クラシックカメラ十二カ月 ゼスト 2000.3
- パリ～ボルドー1895 最初の本格的自動車レース インターメディア出版 2000.12
- ロンドン～ブライトン1896 クラシックカー走行会の起源 インターメディア出版 2000.12
- 欠陥・自動車業界 自動車ジャーナリズムの内輪話 論創社 2000.7
- パリ～ウィーンドライブ紀行 インターメディア出版 2001.6
- パリ～ウィーン1902 ロードレースの華 インターメディア出版 2001.4
- モータースポーツの楽しみ 論創社 2002.3
- ここまで堕ちた自動車業界 論創社 2004.10

## 翻訳
- 八月の六日間 M.クーパー＝エバンス 実業之日本社 1969
- チャンピオン・ドライバー―レースに賭けたヌヴォラーリの生涯― 二玄社 1969
- カラツィオラ自伝 R.カラツィオラ 二玄社 1969
- スポーツカーの歴史 G.N.ジョルガノ 二玄社 1971
- 自動車を愛しなさい ケン・パーディ 晶文社 1972
- フェラーリ 輝ける情熱のマシーン レオナード・セトライト サンケイ新聞社出版局 1972（ワールド・カー・ブックス4）
- ロールスロイス 豪華!王者のリムジン レオナード・セトライト サンケイ新聞社出版局 1972（ワールド・カー・ブックス 1）
- デューセンバーグ 世界一を誇る幻の名車 ルイス・W.スタインウェーデル、J.ハーバート・ニューポート サンケイ新聞社出版局 1973（ワールド・カー・ブックス 8）
- ファンジオ自伝 ファン・マヌエル・ファンジオ、マルチェロ・ジャンベルトーネ 二玄社 1974
- 飛行船 もういちど飛びなさい ジョージフ・フード 白金書房 1975
- ジープ 不滅の戦闘車輛 D.デンフェルド、M.フライ サンケイ出版 1981.2（第二次世界大戦ブックス）
- ワーゲン・ストーリー ビートル誕生からゴルフまで ジェリー・スロニガー グランプリ出版 1984.5
- ドゥカティ・ヒストリー アラン・カスカート グランプリ出版 1987.1
- ハーレーダビッドソン80年史 デビット・K.ライト グランプリ出版 1988.12
- 愛するポルシェとともに デニス・ジェンキンソン グランプリ出版 1990.3
- 世界の有名な50レース アラン・ヘンリー グランプリ出版 1991.5
- 歴史に残るレーシングカー ダグ・ナイ グランプリ出版 1991.9
- BMWモーターサイクル史 ブルース・プレストン グランプリ出版 1992.9